# 3427 Szentmartoni
3427 Szentmartoni је астероид главног астероидног појаса чија средња удаљеност од Сунца износи 2,280 астрономских јединица (АЈ).
Апсолутна магнитуда астероида је 13,6.